# IBM PC
För en allmän diskussion av kompatibla datorer se PC.

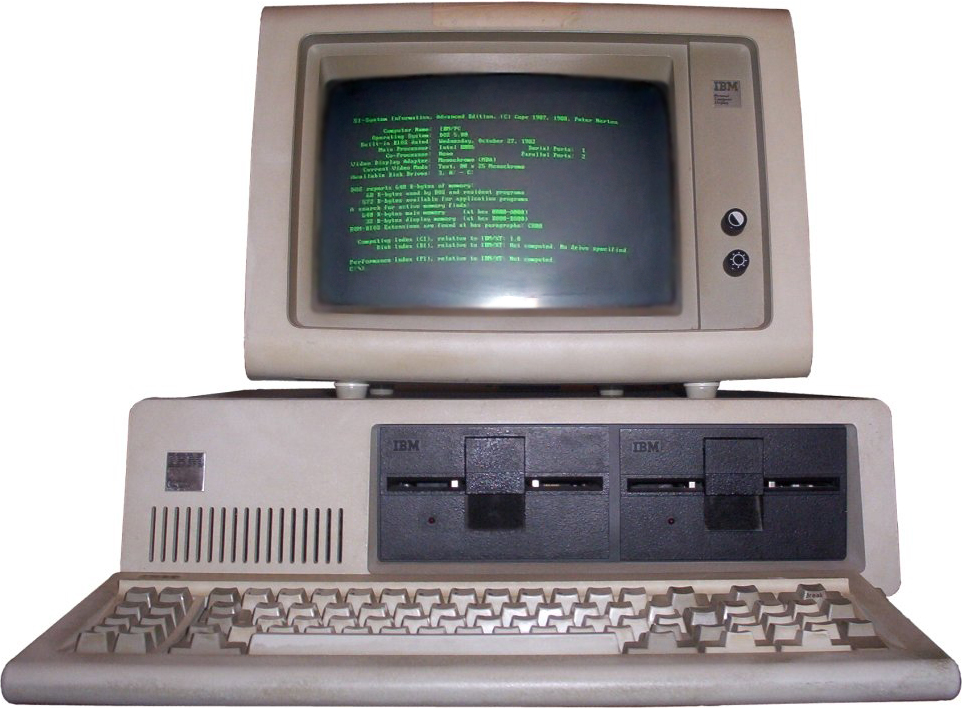
IBM PC (model 5150) med tangentbord och grön monokrom monitor (IBM 5151), som kör MS-DOS från 1981

IBM PC är en mindre datortyp som utvecklades av IBM och som introducerades 12 augusti 1981 på en presskonferens i New York. Den blev allmänt tillgänglig under hösten samma år och kostade då 2880 USD (basmodellen). Datorn var resultatet av ett projekt på IBM:s (numera nedlagda) anläggning i Boca Raton, Florida att skapa en maskin baserad på allmänt tillgängliga komponenter som kunde säljas billigt till små och medelstora företag.
Tack vare att maskinen använde standardkomponenter som var allmänt tillgängliga istället för att som brukligt vara en maskin byggd med teknologi från IBM (som till exempel System i) kunde andra företag kopiera konceptet och konkurrensen ökade.
IBM gjorde inte själv operativsystemet till maskinen utan licensierade MS-DOS från Microsoft under namnet PC-DOS. Detta resulterade i ett långvarigt samarbete som bröts först närmare 10 år senare när Microsoft och IBM valde olika vägar med Windows 95 respektive OS/2 Warp.
IBM försökte senare stänga arkitekturen i PC:n genom att lansera PS/2, PC-system med en IBM-utvecklad buss – Micro Channel Architecture – men branschen valde egna öppna standarder och Micro Channel blev bara en fotnot i PC-historien.
2004 sålde IBM sin persondatordivision till kinesiska Lenovo efter flera år med röda siffror.

## Tekniska detaljer
Den ursprungliga modellen kallades IBM PC 5150. Nästa modell i serien kallades IBM PC XT (extended technology) och sedan kom IBM PC AT (advanced technology).
IBM PC och IBM PC XT använde mikroprocessorn 8088. Den räknas som en 16-bitarsprocessor, men har en 8-bitars extern databuss, vilket blev något billigare och därmed stimulerade försäljningen. Intel 8086 är identisk så när som på att den har en 16-bitars extern databuss.
De tidiga IBM modellerna hade ett kassettgränssnittsuttag för att kunna spara program och data på vanlig ljudbandspelare via en 5-polig DIN-kontakt.

## Modeller
- IBM PC model 5150 – Den första PC-modellen, med 16 eller 64 kB RAM och två enkelsidiga 160 kB 5,25-tums diskettstationer. Processor: Intel 8088 4,77 MHz med plats för en extra Intel 8087. Expansionsplatser: ISA 8 bitar. Den kom antingen med en monokrom skärm eller färgskärm (CGA).
- IBM PC XT model 5160 – I princip en IBM PC men kunde även vara utbyggd med en 5 eller 10 MB hårddisk (ST-506 och ST-412) och mer RAM (maximalt 640 kB) antingen kunde man välja mellan två diskettstationer eller en diskettstation och en hårddisk.
- IBM PCjr – En modell för hemmet med speciella grafiklägen och bättre ljud.
- IBM PC AT – En nydesign som dock fortfarande var kompatibel med den tidigare IBM PC. Klarade upp till 12 MB RAM, och introducerade den förbättrade grafikstandarden EGA. Processor: Intel 80286 6,0 MHz. Expansionsplatser: ISA 16 bitar.